# Dicaelotus pyrenellator
Dicaelotus pyrenellator là một loài tò vò trong họ Ichneumonidae.